# Gabriel Davioud

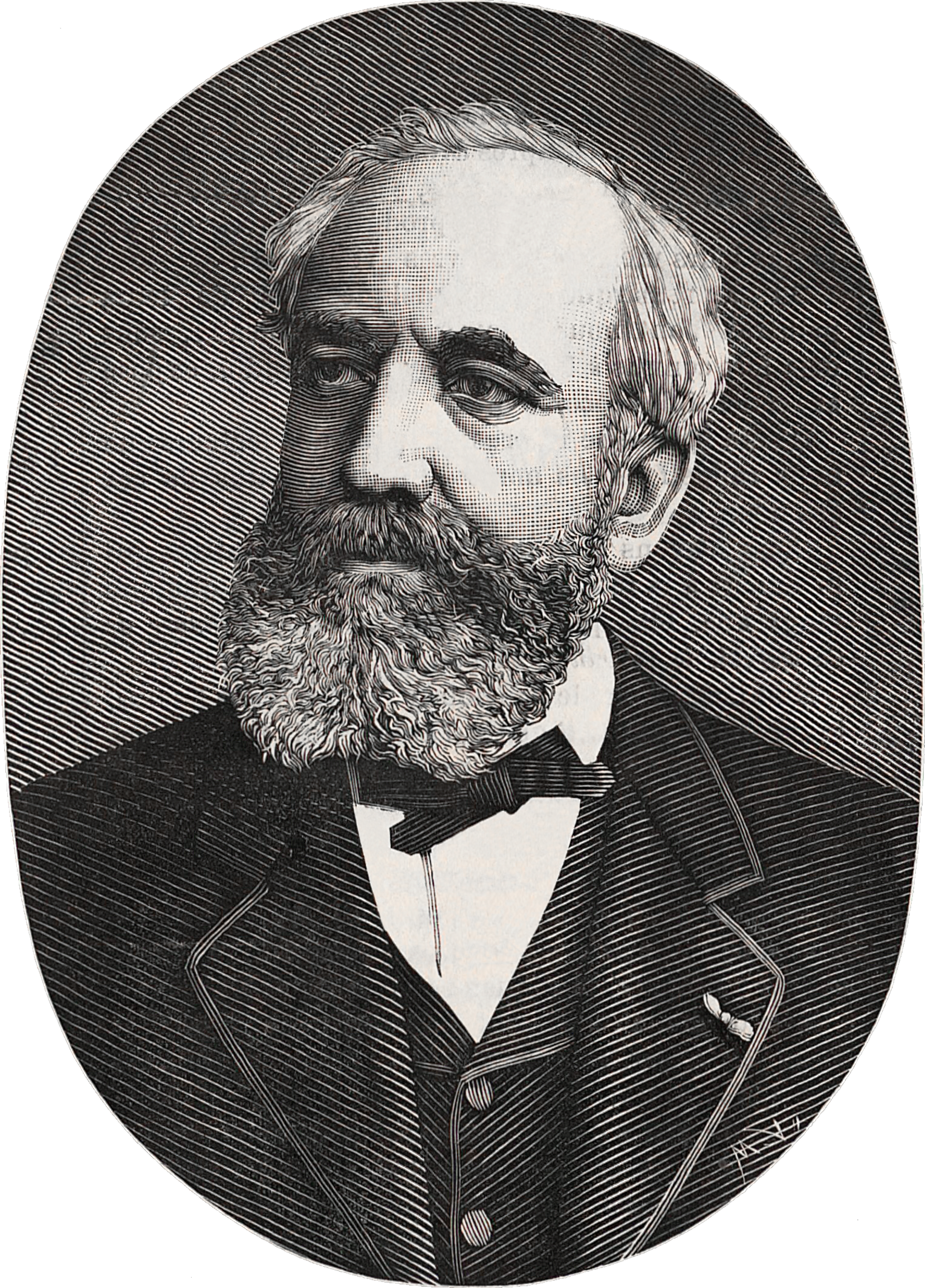
Gabriel Davioud (1878)

Gabriel Jean Antoine Davioud [ɡabʀiˈɛl ʒɑ̃ ɑ̃ˈtwan daˈvju] (* 30. Oktober 1823 in Paris; † 6. April 1881 ebenda) war ein französischer Architekt.

## Leben
Er besuchte die Pariser Kunsthochschule École nationale supérieure des beaux-arts de Paris und erhielt den zweiten Prix de Rome.
Als Architekt erbaute er unter Georges-Eugène Haussmann viele Bauwerke in Paris, zunächst das Theater von Étampes sowie weitere Theater wie das Théâtre du Châtelet. Bekannt sind auch die von ihm errichteten Brunnen Fontaine Saint-Michel und Fontaine de l’Observatoire. Beteiligt war er auch an der Planung von Bauten an der Avenue des Champs-Élysées und der Place de la République beteiligt.
Ab 1855 errichtete Davioud im Auftrag der Regierung Straßen und Gärten wie den Square des Batignolles, auch verschönerte er viele Plätze und den Park Bois de Boulogne. Im Juli 1859 erhielt er den Auftrag zur Errichtung des Jardin d’Acclimatation. Im Jahr 1862 wurde er zum Ritter (Chevalier) der Ehrenlegion ernannt, 1878 dann zum Offizier (Officier).